# カルロス・メネム
カルロス・サウル・メネム（Carlos Saúl Menem, 1930年7月2日 - 2021年2月14日）は、アルゼンチンの政治家。1989年から1999年までの2期大統領を務めた。アラブ系アルゼンチン人である。

## 来歴
アルゼンチン西部のラ・リオハ州アニジャコでシリア移民のムスリムの家庭に生まれる。最初の妻もシリア系であった。コルドバ国立大学で法学を学び、1957年には、反軍政活動に参加したために逮捕された経験を持つ。1973年、ペロン政権の下でラ・リオハ州知事に当選するが、1976年のクーデターのあと、軍事政権によって逮捕された。1983年、軍政が崩壊して民政に復帰すると、彼も釈放され、再びラ・リオハ州知事に復帰した。
1989年、メネムは大統領選に立候補して当選し、急進市民連合から正義党に政権を奪回した。当時のアルゼンチンでは大統領はカトリックでなければならなかったため、メネムはイスラームからカトリックへと改宗したが、シリアはイスラム教圏では信教の自由が強く保障されている国であるため（国によっては今なお改宗を死刑とするところもある）、彼とシリアとの結びつきは絶たれなかった。その政策は「ポプリスモ」（ポピュリズム）と評されるペロン派の伝統的な政策とはまったく異なり、非常に新自由主義的でかつ親米的なものであった。規制緩和が行われ、石油・郵便・電気・ガス・水道など公営企業を次々と民営化し、その多くが外国資本の傘下に入った。また、通貨の交換レートを1ドル＝1ペソに固定することで、外国からの投資を大量に呼び込んだ。

ビル・クリントン米大統領と会談するメネム（1993年）

この結果、ラウル・アルフォンシン政権末期に悪化していたアルゼンチン経済は、外見的には急速に回復していった。しかしその一方で民営化によって失業率が上昇して貧富の差は拡大し、外国からの投資の拡大はそのまま累積債務の拡大を意味した。民営化や規制緩和を行いつつ、財政は依然として放漫なままであったため、増大する外国からの投資によって財政赤字を穴埋めしていたのが実状だった。さらに、1ドル＝1ペソという作られた交換レートは、経済の実態を反映しない異常なものであった（米ドル換算で見ると、当時アルゼンチンの物価は東京より高いほどだと言われた）。そのため、周辺国との交換レート上の物価の差がきわめて大きくなっていたが、当時はブラジル・メキシコというラテンアメリカの大国が揃って自国通貨の交換レートを高めに設定する政策を採っていたために、このことはあまり目立っていなかった。
しかし政権が2期目にはいると、ドルは国際的に上昇傾向に移り、1997年以降アジア通貨危機、メキシコ・ブラジルの通貨危機によって、各国通貨の対ドル交換レートは次々と暴落していった。それにもかかわらず、アルゼンチンだけがペソ高政策を維持していたため、輸出産業は大きな打撃を受け、経済は次第に悪化していった。民営化された企業への補助金支出によって、財政も悪化し、しかも政権内部の腐敗が表面化し、その支持率は急低下していった。それにも関わらずメネムは大統領3選に意欲を燃やしたが、エドゥアルド・ドゥアルデ、ネストル・キルチネルとの党内抗争に敗れ、ペロン党の大統領候補に選出されなかった。しかし、メネムを引き下ろして大統領候補となったエドゥアルド・ドゥアルデも大統領選に敗れ、ペロン党は政権を失った。
メネム政権末期に悪化したアルゼンチン経済は、1ドル＝1ペソというレートに手を付けない限りはすでに手の施しようのない状態になっていたが、政権を奪回した急進党のフェルナンド・デ・ラ・ルア政権は事態を改善することができないまま2001年12月の債務不履行宣言、アルゼンチン経済崩壊に至った。経済崩壊はデ・ラ・ルア政権時のこととはいえ、この事態を招いた原因はメネム政権の経済運営にあったと考えられている。
それでもメネムは2003年の大統領選挙に三たび立候補した。有力候補者は5人だったが、ペロン党内の候補者調整が失敗したため、このうちの3人がペロン党からの出馬だった。経済破綻を招いた張本人にもかかわらず、第1回目投票で1位の票を得たが、得票はわずか25%に過ぎず、2位となったキルチネルとの得票差はわずかであった。メネムとキルチネルが決選投票に進んだが、3位以下の候補者すべてがキルチネルを支持し、決選投票ではメネムの圧倒的大差による敗北が確定的だった。そのため、惨敗による政治的影響力の低下を恐れたメネムは決選投票への出馬を辞退し、戦わずしてキルチネルの当選が決まった。
大統領退任後もアルゼンチン政界の長老として2005年から2019年までラ・リオハ州選出の上院議員を務めた。2013年、クロアチアとエクアドルに対し武器を密輸した容疑で有罪判決を受けた。2021年2月14日に満90歳で死去。

## 人物
サッカー好きで、特にリーベル・プレートの大ファンであった。